# Alexandra Rapaport

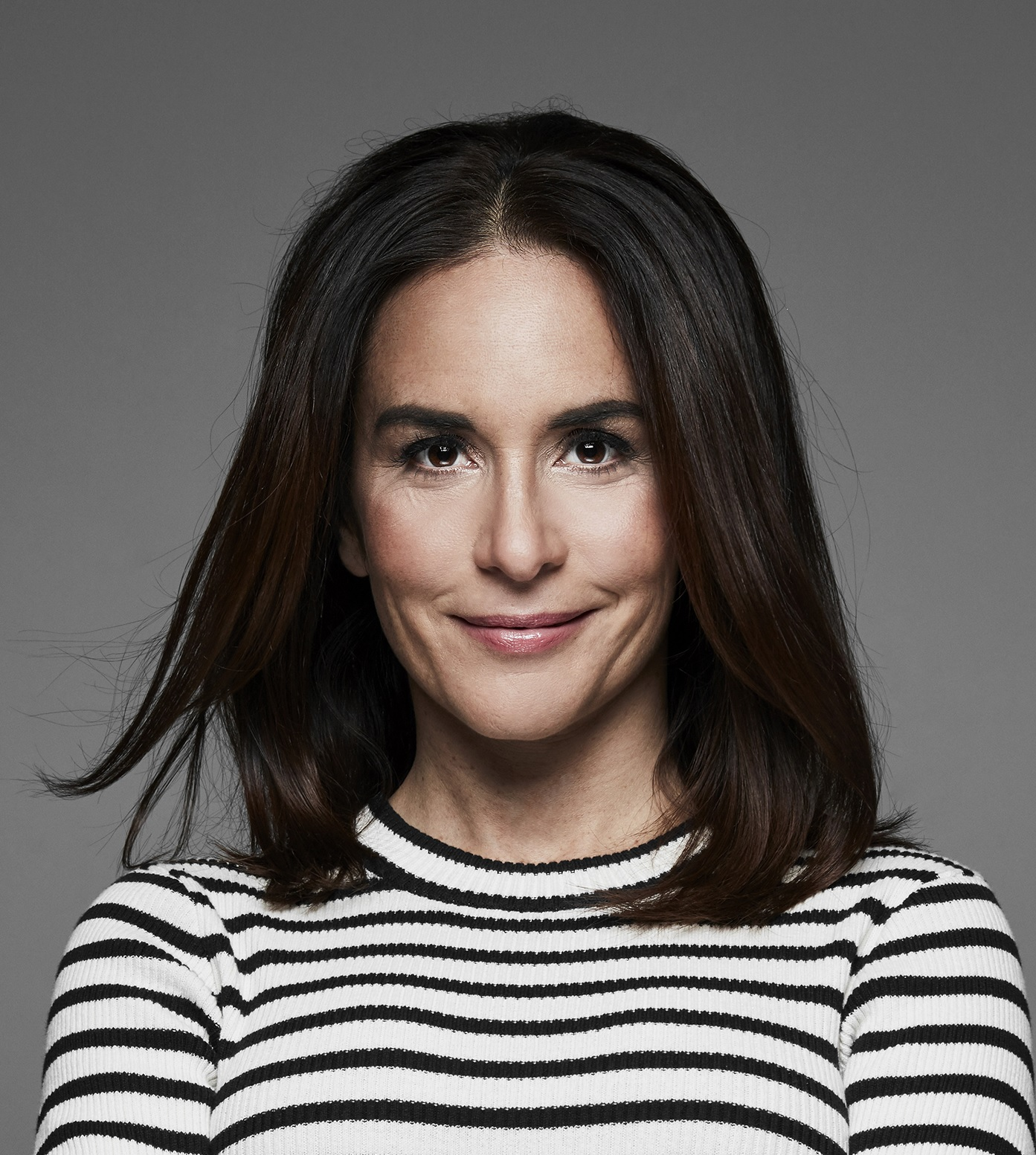
Alexandra Rapaport (2015)

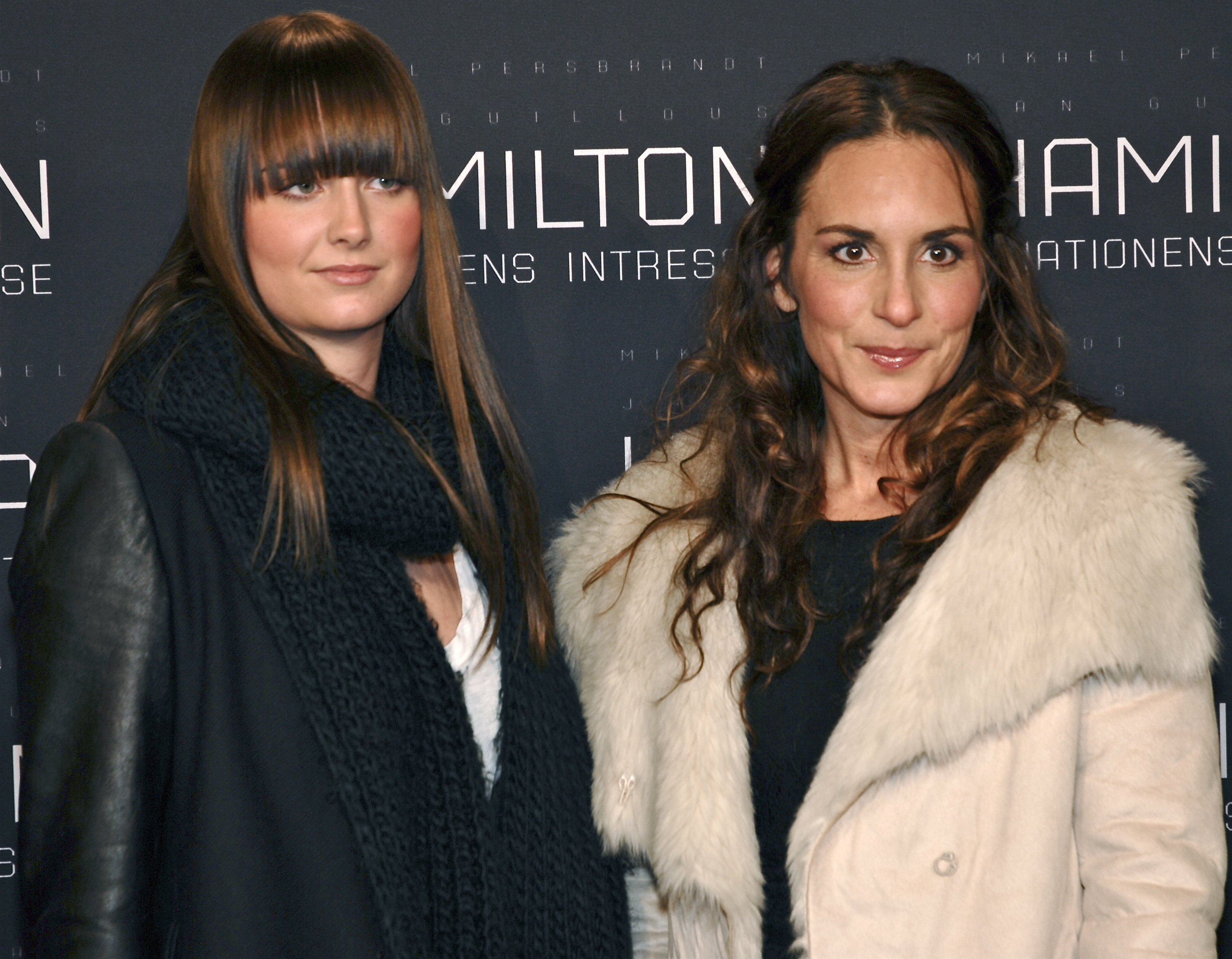
Rapaport mit ihrer Schwester (2012)

Alexandra Susanna Rapaport Eliasson (Aussprache [alɛkˌsanːdra ˈrapːapɔʈ], * 26. Dezember 1971 in Bromma, Stockholm) ist eine schwedische Schauspielerin, Drehbuchautorin und Filmproduzentin.

## Leben und Karriere
Alexandra Rapaport wurde 1971 als Tochter polnischstämmiger Eltern geboren. Ihr jüdischer Vater floh während des Zweiten Weltkriegs von Polen nach Schweden. Alexandra Rapaport wuchs in ihrer Geburtsstadt Bromma auf. Später studierte sie Schauspiel an der Theaterhochschule in Stockholm, wo sie 1997 ihren Abschluss machte.
In Schweden wurde sie zunächst bekannt als Soapdarstellerin. Ihren Durchbruch als Filmschauspielerin erzielte sie 1999 in dem Kinderfilm Tsatsiki – Tintenfische und erste Küsse. Im deutschsprachigen Raum wurde sie durch die Rolle der Nora Linde in der im ZDF und ARTE ausgestrahlten schwedischen Krimireihe Mord im Mittsommer bekannt.
Alexandra Rapaport ist mit Joakim Eliasson verheiratet, mit dem sie einen 2007 geborenen Sohn und eine 2010 geborene Tochter hat. Eine ihrer Nichten war die 2016 verunglückte Freeride-Sportlerin Matilda Rapaport.

## Filmografie
- 1985: Det blåser på månen (Fernsehserie)
- 1995: Ellinors bröllop
- 1996: Nudlar & 08:or (Fernsehserie, acht Folgen)
- 1996: Ellinors Hochzeit – Jawort mit Hindernissen (Ellinors bröllop)
- 1999: Tsatsiki – Tintenfische und erste Küsse (Tsatsiki, morsan och polisen)
- 2000: Hem ljuva hem
- 2001: Executive Protection – Die Bombe tickt (Livvakterna)
- 2001: Känd från TV
- 2001: Om inte
- 2005: Codename: Medizinmann (Medicinmannen, Fernsehserie, acht Folgen)
- 2006: Kronprinzessin (Kronprinsessan, Fernsehserie, Staffel 1, Folge 1)
- 2006: Inga tårar
- 2006: Detektivbüro LasseMaja (LasseMajas detektivbyrå, Fernsehserie, vier Folgen)
- 2007: Kodenavn Hunter (Fernsehmehrteiler, sechs Folgen)
- 2008: Persona non grata
- 2010: Välkommen åter (Fernsehserie, 10 Folgen)
- seit 2010: Mord im Mittsommer (Morden i Sandhamn, Fernsehserie, 43 Folgen)
- 2010–2011: Drottningoffret (Fernsehserie, drei Folgen)
- 2011: Kronjuvelerna
- 2011: En gång i Phuket
- 2012: Die Jagd (Jagten)
- 2015: The Disappearing Illusionist (Dirk Ohm – Illusjonisten som forsvant)
- 2015: Modus – Der Mörder in uns (Fernsehserie, Staffel 1, Folge 2)
- seit 2015: Gåsmamman (Fernsehserie, 50 Folgen, Produktion in 45 Folgen)
- 2015: The Team (Fernsehserie, acht Folgen)
- 2015: GSI – Spezialeinheit Göteborg (Fernsehserie, Staffel 3, Folge 2)
- 2015: Der Kommissar und das Meer (Das Mädchen und der Tod)
- 2018: Springflut (Springfloden, Fernsehserie, acht Folgen)
- 2018: Kielergata (Fernsehserie, vier Folgen)
- 2019: Helt Perfekt (Fernsehserie, Staffel 2, Folge 4)
- 2019–2022: Heder (Fernsehserie, 22 Folgen, auch Produktion, Drehbuch in 16 Folgen)
- 2022: Ein Sturm zu Weihnachten (A Storm for Christmas, Fernsehserie, fünf Folgen)
- seit 2024: Veronika – Zeugen aus dem Jenseits (Veronika, Fernsehserie, acht Folgen, Produktion in 4 Folgen)

## Auszeichnungen
- 2000: Schwedischer „Shooting Star“ auf der 50. Berlinale